# Лебедь (Житомирская область)
Лебедь (укр. Лебідь) — село на Украине, находится в Емильчинском районе Житомирской области.
Код КОАТУУ — 1821786804. Население по переписи 2001 года составляет 42 человека. Почтовый индекс — 11214. Телефонный код — 4149. Занимает площадь 0,42 км².

## Адрес местного совета
11214, Житомирская область, Емильчинский р-н, с.Степановка, ул.Рад, 95